# Chi Mần tưới
Eupatorium là một chi thực vật có hoa trong họ Cúc (Asteraceae).

## Loài
Chi Eupatorium gồm các loài: